# سارا گلدبرگ
سارا گلدبرگ (انگلیسی: Sarah Goldberg؛ زادهٔ ۳۱ مهٔ ۱۹۸۵) بازیگر اهل کانادا است. وی از سال ۲۰۰۷ میلادی تاکنون مشغول فعالیت بوده‌است.
از فیلم‌ها یا برنامه‌های تلویزیونی که وی در آن نقش داشته‌است، می‌توان به مأمور یاغی، ابتدایی، بری، شوالیه تاریکی برمی‌خیزد، گزارش و گامبیت اشاره کرد.